# Eldo
Eldo, właściwie Leszek Kaźmierczak (ur. 27 lipca 1979 w Warszawie) znany również jako Eldoka – polski raper i autor tekstów, a także dziennikarz radiowy. Były członek zespołu hip-hopowego Grammatik. Wraz z członkami zespołu prowadził przez pewien czas wytwórnię muzyczną Frontline Records.
Kaźmierczak współpracował m.in. z rosyjskim DJ-em Vadimem, czeskim duetem Indy & Wich, a poza środowiskiem hip-hopowym między innymi z Leszkiem Możdżerem oraz Moniką Brodką dla której napisał teksty do utworów pt. „Bajeczka (Intro)” i „Samochody i tramwaje”, które ukazały się na albumie wokalistki Moje piosenki. W 2001 roku wystąpił w filmie Sylwestra Latkowskiego Blokersi.
Występował m.in. na międzynarodowym festiwalu Hip Hop Kemp 2002 (wraz z Grammatik) oraz w 2007 wraz z DJ Danielem Drumzem. W 2011 roku Kaźmierczak został sklasyfikowany na 5. miejscu listy 30 najlepszych polskich raperów według magazynu „Machina”. Jako dziennikarz był związany ze stacją radiową Radio Euro, w której prowadził audycję „DJ Pasmo” oraz z Weszło FM, gdzie prowadził cotygodniową audycję „Eldoradio”.

## Kariera

### 1997–2002
Eldo wychował się na warszawskim Bemowie. Z kulturą hip-hop związał się początkowo jako tancerz breakdance i graficiarz. Rapem zainteresował się podczas koncertu Rap Day w 1997 roku, na którym wystąpili m.in. Molesta i Trzyha. Wkrótce wraz z Jotuze założył zespół Grammatik. Grupa była częścią warszawskiego zespołu Szyja skład, do którego należały również zespoły Edytoriał i Maesto. Podkłady były początkowo tworzone przez Szychę – członka Edytoriału. W wyniku tej współpracy powstał utwór „24h”, który znalazł się później na kompilacji pt. Enigma: 022 underground vol. 2. W 1998, gdy do zespołu Grammatik dołączył instrumentalista Noon, razem zrealizowali nielegal pt. EP. Wydawnictwo uzupełnione o kilka dodatkowych utworów zostało wydane w 1999 roku nakładem wytwórni muzycznej Blend Records. Po wydaniu EP+ do zespołu dołączył Ash. W październiku 2000 roku ukazał się drugi album Grammatika pt. Światła miasta. Wydawnictwo osiągnęło nakład przekraczający 30 tys. egzemplarzy. Pomimo sukcesu, zespół opuścili Noon i Ash. Wkrótce potem działalność Grammatik została zawieszona, Eldo rozpoczął działalność solową.
W 2001 roku miała miejsce premiera filmu dokumentalnego Sylwestra Latkowskiego pt. „Blokersi”, w którym jednym z głównych bohaterów był Eldo. Jego dosadna wypowiedź o kondycji ówczesnego hip-hopu w Polsce w innym dokumencie – Mówią bloki 2 (MTV Polska) – spotkała się z krytyką ze strony środowiska muzycznego w tym przede wszystkim warszawskiego rapera Tede. Zdarzenie ta doprowadziło do konfrontacji freestylowej, która odbyła się w płockim klubie „Crazy” 26 sierpnia 2001, gdzie „Obrońcy tytułu” (w składzie: Eldo – PeZet, Noon, Dena, Praktik, DJ Romek, Parker, Pudel i Kret) zmierzyli się z Gib Gibon Składem (m.in. Tede, WSZ & CNE). Wydarzenie zostało sfilmowane przez stację telewizyjną VIVA Polska. Do konfrontacji przyczynił się również utwór „Gotów na bitwę” (z udziałem Dizkreta), który ukazał się na pierwszej, solowej płycie Eldoki Opowieść o tym, co tu dzieje się naprawdę w 2001 roku. Gościnnie na albumie wystąpili: PeZet, Dizkret, Sokół, Wigor oraz zespół Echo. Za podkład muzyczny odpowiadał Dena a scratche DJ Twister. Album został wydany nakładem wytwórni T1-Teraz.

### 2003–2010
W 2003 roku Eldo wydał swoją drugą solową płytę pt. Eternia. Na albumie gościnnie wystąpił czeski zespół Indy & Wich, Pjus oraz Nuno. Produkcję promowały teledyski do utworów: „Mędrcy z kosmosu” „Tylko Słowo” oraz „Eternia”. Autorami bitów na płycie byli: Ajron, Zjawin, Supra, Wich, Webber oraz Joter. Album został wydany przez wytwórnię Blend Records.
W 2004 roku ukazał się minialbum grupy Grammatik Reaktywacja. Natomiast w 2005 roku, po czterech latach przerwy w działalności, nakładem wytwórni EmbargoNagrania ukazał się album 3.
W połowie maja 2006, nakładem własnej wytwórni Frontline Records, ukazała się płyta Eldo oraz duetu producenckiego Bitnix – Człowiek, który chciał ukraść alfabet (Eldo/Bitnix). Na albumie zostały opublikowane utwory inspirowane takimi gatunkami muzycznymi jak: drum’n’bass, jazz oraz neo soul. Z trzema artystami współpracowali: Mista Pita, Krzysztof Ścierański, Daniel Drumz, wokalistka Wiosna a gościnnie: Emil Blef (Flexxip), Jimson i Smarki Smark. Nagrania promował teledysk do utworu „Diabeł na oknie”. Mimo stylistycznej różnorodności, płyta nie osiągnęła zakładanego przez wykonawców sukcesu. W 2006 roku uczestniczył także w projekcie Broniewski, który zakładał wykonywanie utworów Władysława Broniewskiego w różnych formach wyrazu. Kaźmierczak wykonał utwór pt. „[Mury, bruki]”. Pod koniec roku podpisał kontrakt z wytwórnią My Music. Swoją decyzję skomentował tak: „Ten wybór pozwoli mi na dobrą dystrybucję, profesjonalnie zrobiony klip, dobrą promocję”.
W marcu 2007 nakładem wytwórni My Music ukazała się czwarta solowa płyta Eldo pt. 27. Tytuł płyty nawiązuje do dnia urodzin rapera oraz jego wieku. Autorami podkładów na płytę byli tacy producenci muzyczni jak: Flamaster, Kixnare, Daniel Drumz, Dena, Webber, Czarny, Dj Gris. Gościnnie w 2 utworach wystąpili Pjus (2cztery7) oraz Diox. Album w tym samym roku był nominowany do Superjedynek w kategorii Płyta Hip-Hop / R’N’B. Utrzymywał się także przez 5 notowań na liście OLiS (najwyższa pozycja – 6. miejsce 10 kwietnia).
Pod koniec tego samego roku grupa Grammatik opublikowała swoją czwartą, a zarazem ostatnią płytę studyjną pt. Podróże.
W 2007 roku Eldo wziął udział w akcji „Wybieram.pl”, która miała nakłonić Polaków do głosowania w wyborach parlamentarnych 2007. Motywem muzycznym akcji był podkład z utworu „Tylko słowo” (autorstwa Ajrona) z Eterni. Tego samego roku Grammatik był autorem podkładu muzycznego do sztuki teatralnej „Przypadek Klary” w Teatrze Polskim we Wrocławiu.
3 maja 2008 roku zespół Grammatik skończył swoją działalność. 14 czerwca zagrał swój ostatni koncert. 12 grudnia tego samego roku, nakładem wytwórni My Music została wydana piąta płyta Eldoki pt. Nie pytaj o nią. Wydawnictwo promował singel i teledysk do tytułowego utworu. Gościnnie na albumie wystąpił zespół Hi-Fi Banda a autorami podkładów byli: Zjawin, Mr. White, Szczur, Donde oraz Czarny. Eldo tak skomentował jej zawartość: „Wkurzony przestrzenią publiczna i jej zaśmieceniem, napisałem gorzkie, ironiczne teksty pełne sarkazmu, ale i nadziei. Żadnych rad jak żyć, dużo opowieści jak żyje...”. W marcu 2009 pojawił się teledysk do utworu „Granice”. W międzyczasie wraz z piłkarzem Jakubem Błaszczykowskim wystąpił w spocie reklamowym firmy Nike. W 2010 planował wydanie płyty we współpracy z Pelsonem i Włodim (projekt pod szyldem Parias). 29 czerwca 2010 ukazała się płyta pt. Zapiski z 1001 nocy, która została wyprodukowana przez duet The Returners. Produkcję Eldo promował teledysk i singiel pt. „Pożycz mi płuca”. W notowaniu OLiS z 12 lipca 2010 album znalazł się na pierwszym miejscu.
W 2023 roku raper odwiedził Warszawski Dom Kultury Śródmieście, gdzie udzielił wywiadu w czytelni Elektra z cyklu programu Rap edycja.

## Życie prywatne i poglądy
Eldo jest absolwentem Szkoły Podstawowej nr 150 na warszawskim Bemowie (Boernerowo) oraz LX Liceum Ogólnokształcącego im. Wojciecha Górskiego na Wrzecionie, obecnie przeniesionym na  Wawrzyszew.
Ma hiszpańskie korzenie. Jest entuzjastą sportu. W wolnym czasie jeździ na rowerze, wcześniej przez kilka lat grał w rugby w zespole AZS-AWF Warszawa. W przeszłości był zagorzałym kibicem piłkarskiej Legii Warszawa.
Od 1 stycznia 1997 Kaźmierczak jest muzułmaninem. W jednym z wywiadów stwierdził: „Jestem muzułmaninem i forma, jaką ta religia przyjmuje, jest najbardziej adekwatna do tego, co ja czuję, jak powinno się traktować relację między człowiekiem a Bogiem. Nie potrzebuję żadnych pośredników. Wystarczy Święty Koran, ja i to, co myślę”. W licznych utworach artysty pojawiają się wzmianki o religii, np. w utworze „Odpowiedzialność”, na płycie Eternia:

Przez wiarę w Boga spójrz prosto w blask moich oczu, zobaczysz spokój, Allah pomaga w każdym kroku.

Światopoglądowo Eldo hołduje wartościom konserwatywnym; określa się jako narodowiec. Wzmianki o poglądach politycznych artysty można usłyszeć m.in. w utworach „Nie pytaj o nią” czy „Podaj pilota”, na płycie Zapiski z 1001 nocy:

Czytam Frondę i 44, olewam bzdurne fobie, rozum przejmuje stery, patrz walcz o świat, tylko ten wokół siebie, bo reszta ma swój los, swój tor i nie zna siebie.

4 czerwca 2010 r., w 21. rocznicę wyborów „kontraktowych” z 4 czerwca 1989 r., w warszawskim klubie N44 odbyła się debata na temat „Ideałów Solidarności” zorganizowana przez redakcję Polityki Narodowej i Młodzież Wszechpolską. Leszek Kaźmierczak wziął udział  w dyskusji na zaproszenie organizatorów. Podczas debaty stwierdził m.in. że „w takim kraju jak Polska, rola Kościoła Katolickiego w życiu publicznym powinna być jeszcze większa niż dziś”. W dyskusji kuluarowej przyznał, że jest stałym czytelnikiem „Frondy”, zna dzieła Dmowskiego oraz sylwetki głównych ideologów międzywojennego Ruchu Narodowego.

## Dyskografia

### Albumy
| Rok  | Album | Pozycja na liście | Sprzedaż       | Certyfikat          |
| Rok  | Album | POL               | Sprzedaż       | Certyfikat          |
| ---- | --- | ----------------- | -------------- | ------------------- |
| 2001 | Opowieść o tym, co tu dzieje się naprawdę - Data: 12 listopada 2001 - Wydawca: T1-Teraz - Format: CD, CC, LP            | 37                |                |                     |
| 2003 | Eternia - Data: 13 września 2003 - Wydawca: Blend Records - Format: CD, CC, LP                                          | 8                 |                |                     |
| 2006 | Człowiek, który chciał ukraść alfabet (produkcja Bitnix) - Data: 19 maja 2006 - Wydawca: Frontline Records - Format: CD | 13                |                |                     |
| 2007 | 27 - Data: 26 marca 2007 - Wydawca: My Music - Format: CD, LP                                                           | 6                 | - POL: 13 000+ |                     |
| 2008 | Nie pytaj o nią - Data: 12 grudnia 2008 - Wydawca: My Music - Format: CD, LP                                            | 9                 | - POL: 15 000+ | - ZPAV: złota płyta |
| 2010 | Zapiski z 1001 nocy - Data: 29 czerwca 2010 - Wydawca: My Music - Format: CD, LP, digital download                      | 1                 | - POL: 28 000+ | - ZPAV: złota płyta |
| 2014 | Chi - Data: 28 maja 2014 - Wydawca: My Music - Format: CD, LP, digital download                                         | 1                 | - POL: 15 000+ | - ZPAV: złota płyta |
| 2016 | Psi - Data: 9 grudnia 2016 - Wydawca: My Music - Format: CD, digital download                                           | 2                 | - POL: 8 000+  |                     |

### Albumy koncertowe
| Rok  | Album                                                                                                 |
| ---- | --- |
| 2012 | Live in Warsaw 2012 - Data: 15 grudnia 2012 - Wydawca: Respekt Records - Format: CD, digital download |

### Single
| Rok                          | Tytuł                                                    | Pozycja na liście | Album   |
| Rok                          | Tytuł                                                    | SLiP              | Album   |
| ---------------------------- | -------------------------------------------------------- | ----------------- | ------- |
| 2003                         | „Mędrcy z kosmosu”                                       | 8                 | Eternia |
| 2006                         | „Lubię włóczyć się...” – Pjus (gościnnie: Pelson, Eldo)  | –                 | –       |
| 2010                         | „Kraktown” – Daniel Drumz (gościnnie: Jim Dunloop, Eldo) | –                 | –       |
| 2013                         | „Kamienie”                                               | –                 | –       |
| 2014                         | „Ms Batory” (gościnnie: Tomson, DJ Hubson)               | 43                | Chi     |
| „–” singel nie był notowany. |                                                          |                   |         |

### Inne notowane utwory
| Rok                         | Tytuł             | Pozycja na liście | Pozycja na liście | Album           |
| Rok                         | Tytuł             | SLiP              | PiK               | Album           |
| --------------------------- | ----------------- | ----------------- | ----------------- | --------------- |
| 2004                        | „Tylko słowo”     | 20                | –                 | Eternia         |
| 2009                        | „Nie pytaj o nią” | 9                 | 26                | Nie pytaj o nią |
| „–” utwór nie był notowany. |                   |                   |                   |                 |

### Inne
| Rok  | Utwór | Album                                                     | Źródło |
| ---- | --- | --------------------------------------------------------- | ------ |
| 2000 | „Powiedz” – Eldo | To my, rugbiści (ścieżka dźwiękowa)                       | [ 45 ] |
| 2001 | „Ponad tym gównem stać” – Echo (gościnnie: Eldo) | Po prostu Echo                                            | [ 46 ] |
| 2001 | „Montana – Skit” – Eldo „Te słowa” – Eldo „Nienawidzisz mnie?” – Eldo, Red | Blokersi (ścieżka dźwiękowa)                              | [ 47 ] |
| 2001 | „Powrót do esencji” – Stare Miasto (gościnnie: Eldo, Pezet) | Minuty                                                    | [ 48 ] |
| 2001 | „Rap biznes” – Elemer (gościnnie: Eldo) | Poszło w biznes                                           | [ 49 ] |
| 2002 | „Al-Hub” – Red (gościnnie: Eldo) | Al-Hub                                                    | [ 50 ] |
| 2003 | „Zza szyby” – Eldo | Nakręceni, czyli szołbiznes po polsku (ścieżka dźwiękowa) | [ 51 ] |
| 2004 | „Kolejny raz” – WhiteHouse (gościnnie: Eldo) | Kodex 2: Proces                                           | [ 52 ] |
| 2004 | „Kolejny raz” (Aura RMX) – WhiteHouse (gościnnie: Eldo) „Kolejny raz” (DNA RMX) – WhiteHouse (gościnnie: Eldo) „Kolejny raz” (Johny English [da Fabrika Tim] RMX) – WhiteHouse (gościnnie: Eldo) | Kodex 2: Suplement                                        | [ 53 ] |
| 2004 | „Taktowani werblem sekund” – Duże Pe, IGS, DJ Spox (gościnnie: Eldo, Emil Blef) | Sinus                                                     | [ 54 ] |
| 2006 | „[Mury, bruki]” – Eldo | Broniewski (kompilacja)                                   | [ 55 ] |
| 2006 | „Wiem, że można się zmusić do snu” – Molesta Ewenement (gościnnie: Eldo, Pjus) | Nigdy nie mów nigdy                                       | [ 56 ] |
| 2007 | „Miejsca i ludzie” – Beatowsky (gościnnie: Eldo) | Beatowsky                                                 | [ 57 ] |
| 2008 | „Spójrzcie na niego” – 2cztery7 (gościnnie: Ciech, Eldo) | Spaleni innym słońcem                                     | [ 58 ] |
| 2008 | „Do utraty tchu” – Molesta Ewenement (gościnnie: Eldo) „Lubię się włóczyć” – Molesta Ewenement (gościnnie: Pjus, Eldo, DJ.B, Olga.S)                                                             | Molesta i kumple                                          | [ 59 ] |
| 2008 | „Dzień mijał w dobrym tempie” – Emil Blef (gościnnie: Eldo) | Mam taką twarz, że ludzie mi ufają... billing             | [ 60 ] |
| 2009 | „Do utraty tchu” (Blend) – DJ. B (gościnnie: Eldo) | Mixtape DJ. B kontra Molesta Ewenement                    | [ 61 ] |
| 2009 | „Rap wraca” – Onar (gościnnie: Eldo) | Jeden na milion                                           | [ 62 ] |
| 2009 | „Dzięki Wam” – Meritum (gościnnie: Eldo, Magda Głuch) „Dzięki Wam” (RMX) – Meritum (gościnnie: Eldo)                                                                                             | Meritum 2                                                 | [ 63 ] |
| 2009 | „Zawsze żywy” – Pjus (gościnnie: Eldo) | Life After Deaf                                           | [ 64 ] |
| 2010 | „Bez granic” – Pyskaty (gościnnie: Fokus, Małolat, Ero, Eldo i inni) | Pysk w pysk (edycja specjalna)                            | [ 65 ] |
| 2010 | „I żeby było normalnie” – VNM, Jędker, Eldo i inni | Prosto Mixtape 600V (kompilacja)                          | [ 66 ] |
| 2010 | „Złap ze mną kontakt” – Lukatricks (gościnnie: HST, Eldo) | Czarne złoto                                              | [ 67 ] |
| 2010 | „Mój dom/Opuszczam planetę” – WdoWA (gościnnie: Eldo) | Superextra                                                | [ 68 ] |
| 2010 | „To nie film” – Tede (gościnnie: WdoWa, Eldo) | FuckTede/Glam Rap                                         | [ 69 ] |
| 2011 | „Dobranoc” – Echinacea (gościnnie: Eldo) | Echinacea                                                 | [ 70 ] |
| 2011 | „Czemu?” – Chada (gościnnie: Eldo) | WGW                                                       | [ 71 ] |
| 2012 | „Kinematografia” – Pelson (gościnnie: Eldo) | 3854 i 3 kroki (EP)                                       | [ 72 ] |
| 2013 | „Buty z betonu” – Rasmentalism (gościnnie: Eldo) | Za młodzi na Heroda                                       | [ 73 ] |
| 2014 | „I żeby było normalnie” – VNM, Jędker, Eldo i inni | Prosto XV (kompilacja)                                    | [ 74 ] |
| 2014 | „Wilk” – HV/Noon (gościnnie: Eldo) | HV/Noon                                                   | [ 75 ] |
| 2018 | „Gady" – Bedoes, Kubi Producent (gościnnie Białas, Eldo) | Kwiat polskiej młodzieży                                  | [ 76 ] |

## Teledyski
| Rok       | Tytuł                                                                               | Reżyseria                    | Album                                     | Źródło |
| --------- | ----------------------------------------------------------------------------------- | ---------------------------- | ----------------------------------------- | ------ |
| 2002      | „Te słowa”                                                                          |                              | Opowieść o tym, co tu dzieje się naprawdę | [ 77 ] |
| 2002      | „Stres”                                                                             |                              | Opowieść o tym, co tu dzieje się naprawdę | [ 78 ] |
| 2004      | „Tylko słowo”                                                                       | Grupa 13                     | Eternia                                   | [ 79 ] |
| 2004      | „Eternia”                                                                           |                              | Eternia                                   | [ 80 ] |
| 2004      | „Mędrcy z kosmosu”                                                                  |                              | Eternia                                   | [ 81 ] |
| 2006      | „Diabeł na oknie”                                                                   |                              | Człowiek, który chciał ukraść alfabet     | [ 82 ] |
| 2007      | „Więcej”                                                                            |                              | 27                                        | [ 83 ] |
| 2007      | „Dany Drumz gra funk / Noc, rap samochód”                                           | FukWitDis Studio             | 27                                        | [ 84 ] |
| 2008      | „Nie pytaj o nią”                                                                   | Michał Sterzyński            | Nie pytaj o nią                           | [ 85 ] |
| 2009      | „Granice”                                                                           | AheadMedia                   | Nie pytaj o nią                           | [ 86 ] |
| 2010      | „Pożycz mi płuca”                                                                   | Tomasz Jarosz                | Zapiski z 1001 nocy                       | [ 18 ] |
| 2011      | „Jam”                                                                               | LetEmKnow                    | Zapiski z 1001 nocy                       | [ 87 ] |
| 2012      | „Kamienie”                                                                          | Toczy Videos                 | –                                         | [ 88 ] |
| 2013      | „Ms Batory” (gościnnie: Tomson, DJ Hubson)                                          | Toczy Videos                 | Chi                                       | [ 89 ] |
| 2014      | „Skała samobójców”                                                                  | Toczy Videos                 | Chi                                       | [ 90 ] |
| 2014      | „Miasto słońca”                                                                     | Toczy Videos                 | Chi                                       | [ 91 ] |
| 2014      | „Jedwabny szlak”                                                                    | Smoła Studio                 | Chi                                       | [ 92 ] |
| 2016      | „Włóczykij"                                                                         |                              | Psi                                       | [ 93 ] |
| Gościnnie |                                                                                     |                              |                                           |        |
| 2013      | „Kinematografia” – Pelson (gościnnie: Eldo)                                         | r5 Films                     | 3854 i 3 kroki                            | [ 94 ] |
| 2014      | „Wilk” – HV/Noon (gościnnie: Eldo)                                                  | Mikołaj Bugajak              | HV/Noon                                   | [ 95 ] |
| 2018      | „Gady” – Bedoes & Kubi Producent (gościnnie: Białas, Eldo)                          |                              | Kwiat polskiej młodzieży                  | [ 76 ] |
| Inne      |                                                                                     |                              |                                           |        |
| 2010      | „I żeby było normalnie” – Felipe, VNM, Jędker, Pezet, Sokół, Brahu, Numer Raz, Eldo | 1cell                        | Prosto Mixtape 600V                       | [ 96 ] |
| 2013      | „Gorejący Krzew” – Eldo, Pelson                                                     | Tomasz Knittel, Michał Rułka | –                                         | [ 97 ] |

## Filmografia
| Rok  | Tytuł                   | Uwagi                                             | Źródło          |
| ---- | ----------------------- | ------------------------------------------------- | --------------- |
| 2001 | Blokersi                | film dokumentalny, reżyseria: Sylwester Latkowski | [ 98 ]          |
| 2001 | Mówią bloki człowieku 2 | film dokumentalny, reżyseria: Joanna Rechnio      | [ 99 ]          |
| 2005 | Kozackie klimaty        | film dokumentalny, reżyseria: ZKF Skandal         | [ 100 ] [ 101 ] |
| 2012 | One Love                | film dokumentalny, reżyseria: Paweł Grabowski     | [ 102 ]         |

## Nagrody i wyróżnienia
| Rok  | Nagroda           | Kategoria                                               | Uwagi     | Źródło  |
| ---- | ----------------- | ------------------------------------------------------- | --------- | ------- |
| 2007 | Superjedynki      | Płyta hip-hop – 27                                      | Nominacja | [ 103 ] |
| 2010 | Superjedynki      | Płyta hip-hop – Zapiski z 1001 nocy                     | Nominacja | [ 104 ] |
| 2011 | Fryderyk          | Album roku hip-hop / R&B / reggae – Zapiski z 1001 nocy | Nominacja | [ 105 ] |
| 2011 | Yach Film         | Innowacyjność w wideoklipie – „Jam”                     | Nominacja | [ 106 ] |
| 2011 | VIVA Comet Awards | Teledysk roku – „I żeby było normalnie”                 | Nominacja | [ 107 ] |